# 자기주도적 학습

자기주도적 학습(自己主導的 學習)은 배움에 있어서 누군가에게 배우지 않고 스스로 목표를 세우고 하는 학습 방법이자 능력 개발 방법이다. 줄여서 자습(自習)이라고 많이 부르며, 비슷한 단어로 자학자습(自學自習), 독학(獨學), 독수(獨修)가 있다.
대한민국에서는 1990년 4월 7일에 공표된 독학에 의한 학위 취득에 관한 법률에 의해 독학자가 학위를 취득하는 제도 (독학학위제)가 있다.
혼자 공부를 함에 따라 개개인의 실력이 차이가 난다.

## 같이 보기
- 학술회의
- 반지성주의
- 비판적 사고
- 암호 해독
- 민주 교육
- 지식의 민주화
- DIY
- 원격 교육
- 클럽 활동
- 의심의 해석학
- 개인주의
- 지능
- 학습
- 평생교육
- 메타인지
- 교육학
- 박식가
- 리좀
- 학자
- 강좌